# Smoldno
Smoldno je naselje v Občini Gorenja vas - Poljane.